# Cementiri de la Recoleta
El Cementiri de La Recoleta és un cementeri ubicat al barri de la Recoleta de Buenos Aires (Argentina). Els jardins que envolten el cementiri constitueixen una àrea d'esplai popular. D'altra banda, la Recoleta és un dels barris més distingits de la capital federal i el cementiri fa honor aquesta característica.

## Història
Els frares de l'ordre dels "recolets descalços" van arribar en aquesta zona, llavors a la rodalia de Buenos Aires, a principis del segle xviii. Van construir en aquest lloc un convent i una església, construïda el 1732 i actualment declarada Monument Històric Nacional, dedicada a la Verge del Pilar. Amb el temps, els habitants d'aquest lloc acabaren nombrant l'església dels "recoletos" o de "la Recoleta", nom que finalment s'estengué per tota la zona. Quan es dissolgué l'orde religiós l'any 1822, l'hort del convent va ser convertit en el primer cementiri públic de la ciutat de Buenos Aires. Els responsables de la creació va ser el governador Martín Rodríguez i el ministre de govern, Bernardino Rivadavia.
Durant la dècada de 1870, a conseqüència de l'epidèmia de la febre groga que va patir la ciutat, molts "porteños" de classe alta van abandonar els barris de San Telmo i Montserrat per mudar-se a la part nord de la ciutat, a la Recoleta. En convertir-se en el barri de la classe benestant de la ciutat, el cementiri es va convertir en l'últim repòs de les famílies de més prestigi i poder de Buenos Aires.

## Descripció

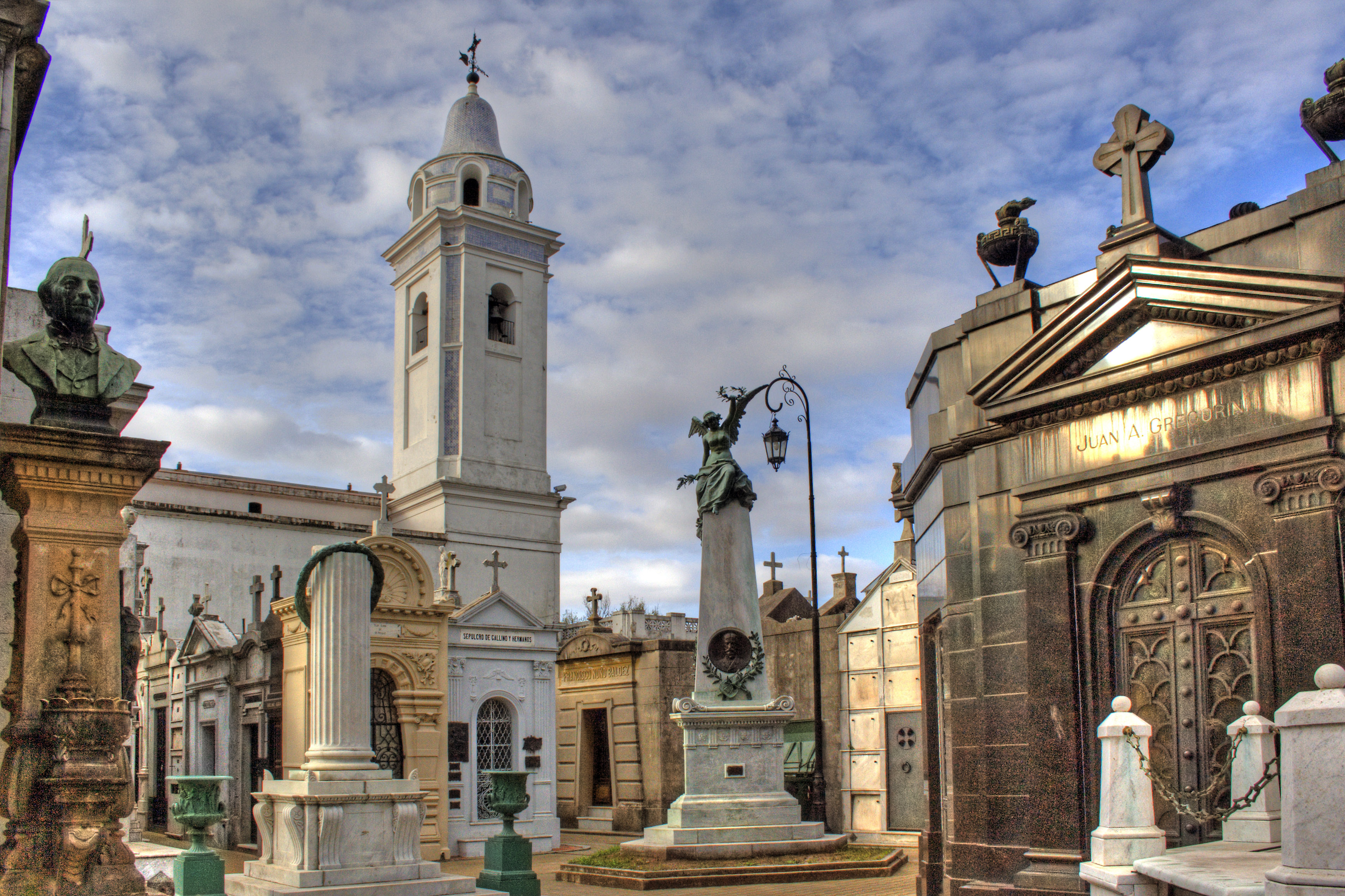
Vista del cementiri i la Basílica de N.S. del Pilar

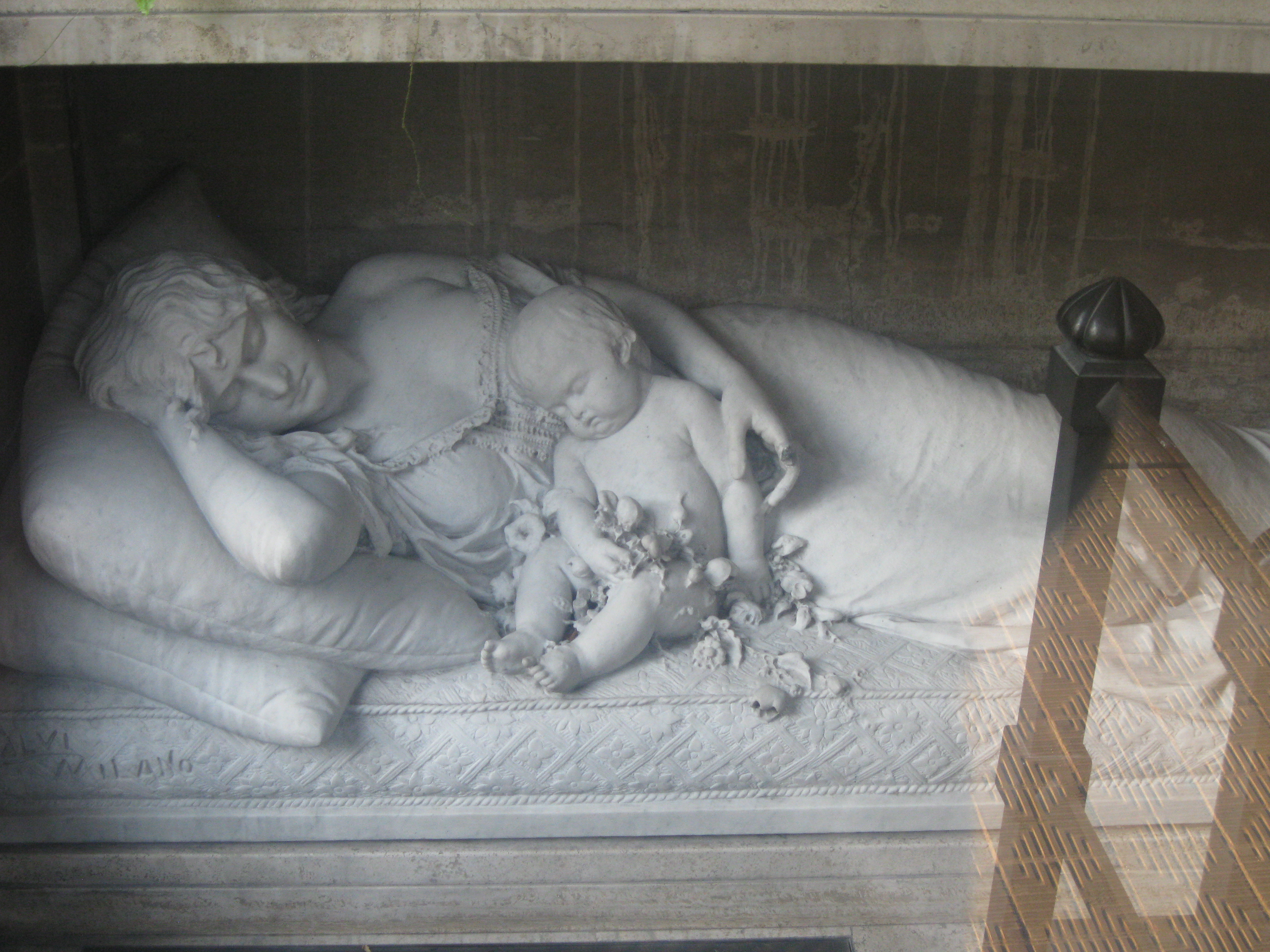
Estàtua al cementiri de la Recoleta

L'entrada al cementeri es realitzà mitjançant un pòrtic d'origen dòric grec sense base, finalitzat en una de les seves grans reformes ordenada el 1881 pel president de la Municipalitat, Torcuato de Alvear. El recinte compta amb 4.800 bovedes distribuïdes en 54.843 metres quadrats. El cementiri alberga diversos mausoleus de marbre, alguns dels quals són decorats amb estàtues, destacant una ampla varietat d'estils arquitectònics. Es troba organitzat en mansanes, amb amples avingudes arbrades que donen a carrerons més estrets on s'ubiquen les bovedes.
A aquest cementiri es troben enterrats la majoria dels presidents de l'Argentina i diferents personalitats de l'àmbit polític, militar, esportista i cultural (Norah Borges) .
Actualment representa un gran atractiu turístic de la ciutat i rep la visita de milers de visitants cada any.